# Dead Inside
Dead Inside är en EP av det finländska death metal-bandet Torture Killer, utgiven den 29 juli 2022. EP:n är bandets första album sedan de utgav Phobia 2013. Dead Inside är utgiven på CD samt på begränsad vinylutgåva – 200 exemplar på svart vinyl och 100 exemplar på genomskinlig marmorerad mörkgrön vinyl.

## Låtlista
1. "Dead Inside" – 4:58
2. "The Omen" – 2:07
3. "Iniquity" – 4:04

## Medverkande
- Jari Laine – gitarr
- Tuomo Latvala – trummor
- Tuomas Karppinen – gitarr
- Kim Torniainen – basgitarr
- Pessi "Nekrosis" Haltsonen – sång